# 쟁글 팝

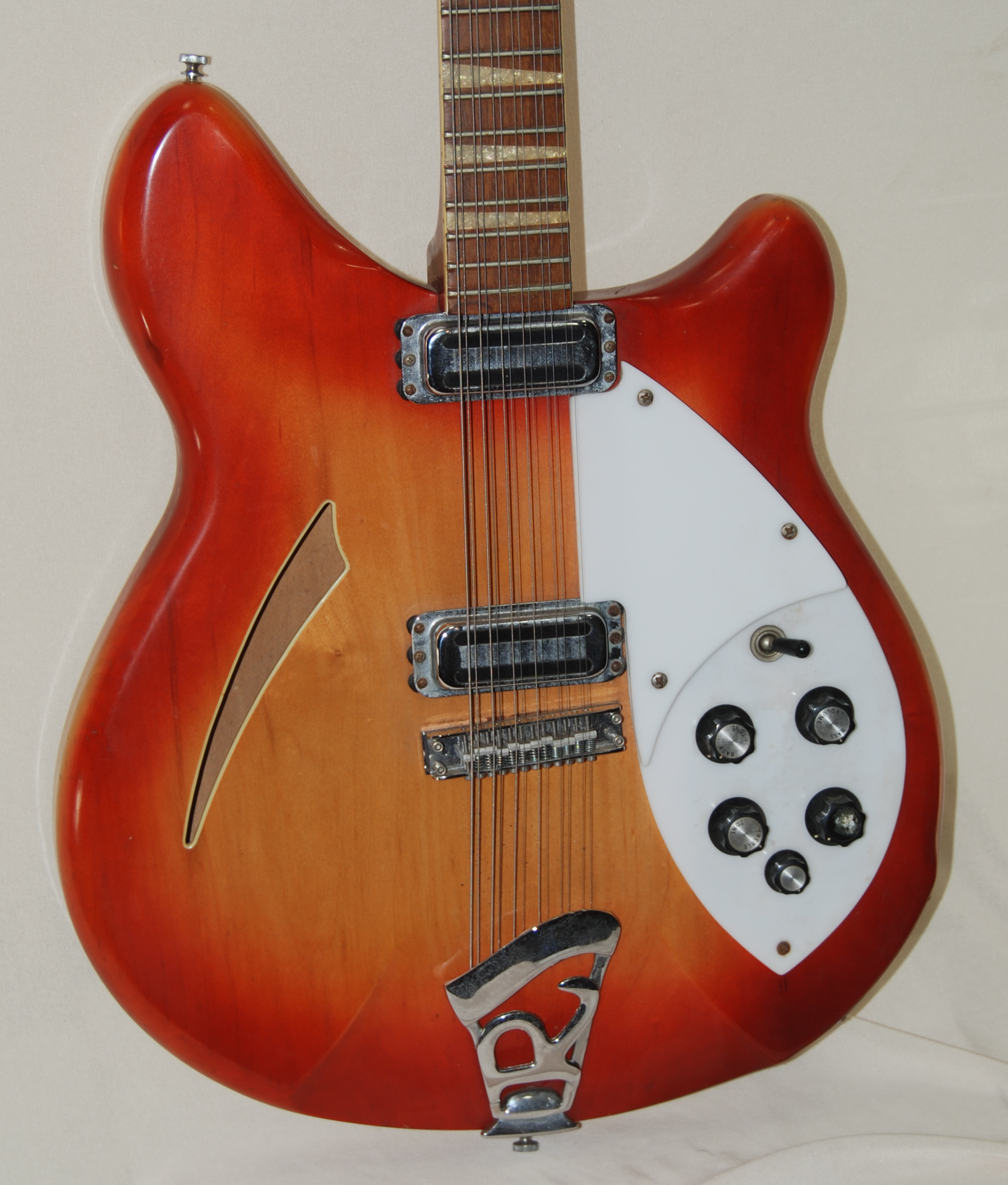

쟁글 팝(Jangle pop)은 1980년대부터 부흥한 얼터너티브 록의 한 장르로서, 찰랑찰랑한 (영어로는 쟁글(jangle)거린다는 표현을 쓴다) 기타 연주와 자연스러운 멜로디가 주요 특징이다.
그 기원은 1964년 비틀즈의 앨범 A Hard Day's Night에 수록된 곡들로서, 12현 리켄배커 기타로 쟁글거리는 아기자기한 연주가 인상적인 곡들이었다. 이에 영향을 받은 포크락 밴드 버즈(The Byrds)가 그런 사운드를 트레이드 마크로 삼으면서 이후 쟁글팝 음악을 대표하는 밴드가 되었다.
이런 쟁글팝 음악은 1970년대에 빅스타(Big Star)같은 파워팝 밴드들에 큰 영향을 주었으며, 1980년대엔 R.E.M., The dB's, The Feelies같은 많은 미국의 컬리지 록 밴드들이 그런 사운드를 계승하면서 쟁글 팝이 본격적으로 장르화되었다. 비슷한 시기에 영국에서도 스미스(The Smiths), Aztec Camera 같은 밴드들이 쟁글팝의 영향을 많이 받은 사운드를 선보였다.

## 같이 보기
- 1960년대 반문화